# Zygmunt Kisielewski
Zygmunt Jan Kisielewski, ps. Kiedroń; Z.; Z.K.; Z.Ł.; Zygmunt Komar; Zygmunt Łukaszunas; Zysław (ur. 27 marca 1882 w Rzeszowie, zm. 25 kwietnia 1942 w Warszawie) – polski pisarz.

## Życiorys

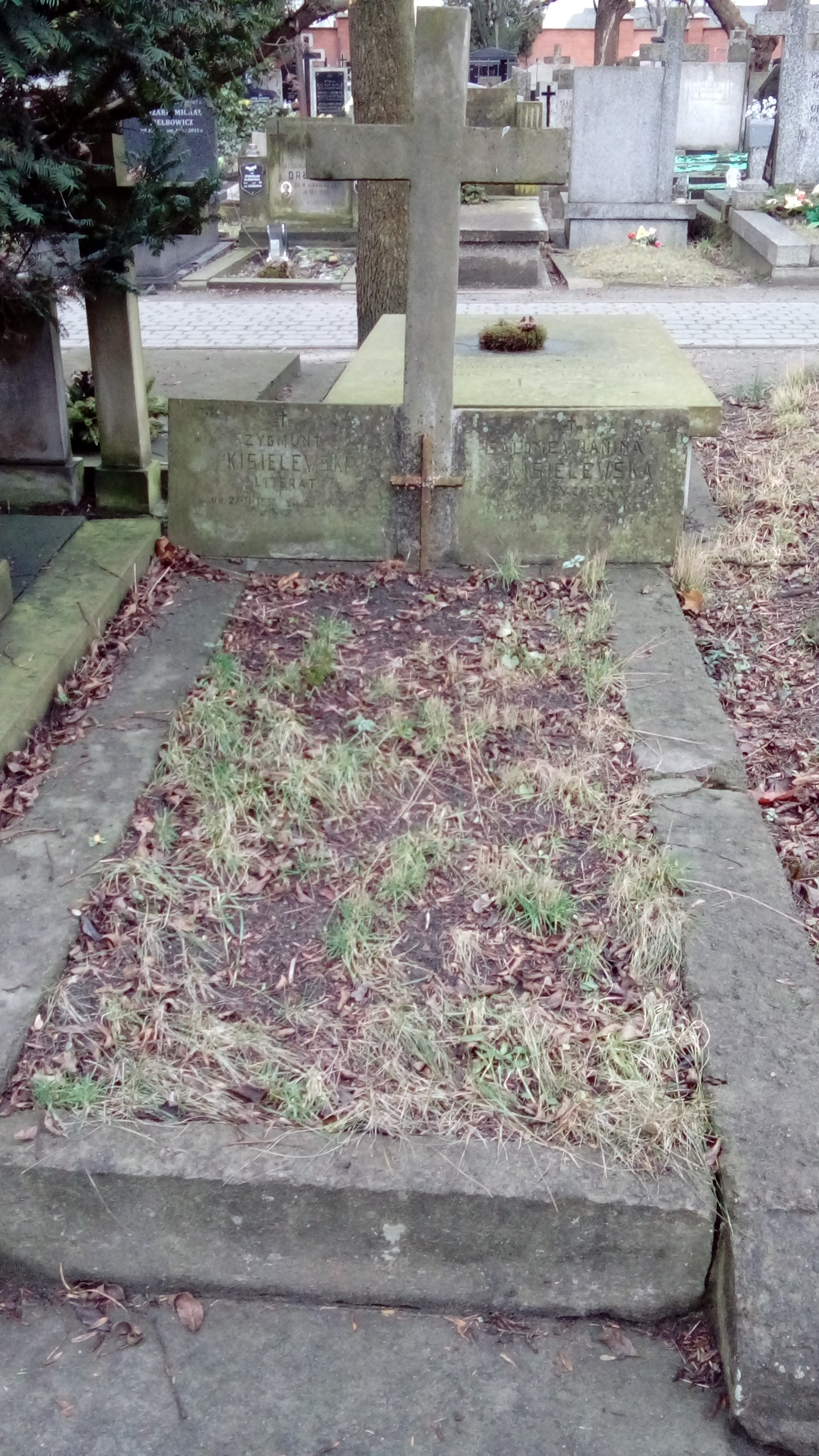
Grób Zygmunta i Salomei Janiny Kisielewskich na cmentarzu Powązkowskim w Warszawie.

Urodził się w rodzinie Augusta, nauczyciela tańca, i Józefy z Szałajków, nauczycielki, brat Jana Augusta. Do gimnazjum uczęszczał początkowo w Rzeszowie, a od 1896 w Podgórzu, gdzie w 1901 uzyskał świadectwo dojrzałości. Od 1898 był członkiem konspiracyjnej organizacji niepodległościowej Wolni Bracia. Od 1901 studiował na Uniwersytecie Lwowskim, w latach 1903–1905 studiował historię literatury na uniwersytecie w Zurychu. Po powrocie do kraju, brał aktywny udział w ruchu rewolucyjnym w Łodzi jako agitator polityczny. Aresztowany w Warszawie w 1906, został po kilku miesiącach więzienia na Pawiaku zwolniony za kaucją. W latach 1907–1908 przebywał ponownie za granicą, w Zurychu i w Rzymie. Współpracował z warszawskim tygodnikiem „Świat”, w którym ogłaszał artykuły i recenzje. W 1909 zamieszkał w Warszawie. W latach 1910–1911 publikował w piśmie „Społem”, w 1912 współdziałał w założeniu w Warszawie nielegalnego Związku Chłopskiego, związanego ideologicznie z prawicą Polskiej Partii Socjalistycznej (PPS). Swoje opowiadania publikował w czasopismach „Nowa Gazeta” (1909–1913), „Społeczeństwo” (1910), „Krytyka” (1911, 1913–1914), „Widnokrąg” (1913–1915). W 1914 wstąpił do Legionów Polskich, później do Polskiej Organizacji Wojskowej. Redagował w Piotrkowie Trybunalskim pismo legionistów „Wici” (1914–1915) oraz w Łodzi organ Polskiej Organizacji Narodowej przy I Brygadzie „Do Broni” (1914). Od maja 1915 do lipca 1916 przebywał w Dąbrowie Górniczej i pracował w dzienniku „Gazeta Polska”. Pod koniec I wojny światowej osiadł na stałe w Warszawie. W latach 1918–1925 był członkiem PPS i pracował w „Robotniku” początkowo jako felietonista, a później redaktor działu literackiego. Od 1920 był członkiem Związku Zawodowego Literatów Polskich, delegat na zjazd ZZLP 4 lutego 1922 w Warszawie. W 1926 otrzymał stypendium literackie na wyjazd do Szwajcarii. W latach 1928–1938 pracował w Wydziale Literackim Polskiego Radia. 
Autor prozy o tematyce społeczno-narodowej i wojennej oraz powieści wspomnieniowej pt. Poranek. 
Mąż Salomei Janiny Pakuszewskiej z domu Szapiro (1882–1967), nauczycielki, ojciec Stefana. 
Zmarł w Warszawie, pochowany na cmentarzu Powązkowskim (kwatera 136-5-8).

## Odznaczenia
- Złoty Wawrzyn Akademicki (5 listopada 1938)[4][5]
- Srebrny Wawrzyn Akademicki (7 listopada 1936)[6]